# Смолянка (притока Свіси)
Смолянка — річка в Україні, у Шосткинському районі Сумської області. Ліва притока Свіси (басейн Дніпра).

## Опис
Довжина річки 11 км, похил річки — 2,3 м/км. Площа басейну 87,0 км².

## Притоки
- Бики, Ходуня (ліві).

## Розташування
Бере початок на південному сході від Муравейні. Спочатку тече на південний схід через Фотовиж, а потім на північний схід і на південно-східній околиці Княжичів зливається з річкою Муравейньою і утворюють витік річки Свіси.
Населені пункти вздовж берегової смуги: Смолине, Смикарівка.